# 박맹언
박맹언(1953년 3월 15일~)은 대한민국 부경대학교의 총장이다. 2011년 대통령직속기구인 제2기 지방분권촉진위원회 위원으로 위촉되었다.

## 학력
- 1975년: 고려대학교 이학사 - 지질학 전공
- 1977년: 고려대학교 이학석사 - 응용지질광물학전공
- 1984년: 고려대학교 이학박사 - 광상학:지구화학전공
- 1987년 ~ 1989년: 오리건 대학교 Post-Dot. - 지구화학전공

## 경력
- 1984년 9월: 부경대학교 환경해양대학 환경지질학과 교수
- IBRD 교육차관 과학기술 교육분야 자문위원
- 1989년 12월 ~ 1990년 2월: 남극학술연구관 초청연구원
- 1992년 4월: 대한자원환경지질학회 전문위원
- 대한자원환경지질학회 편집위원장
- 대한자원환경지질학회 부회장
- 1995년 7월 ~ 1995년 8월: 중국 장춘대학교 초빙교수
- 2002년 8월 ~ 2003년 8월: 미국 콜로라도대학교 방문교수
- 2004년 7월 ~ 2006년 7월: 부경대학교 해양탐구교육원 원장
- 2004년 7월 ~ 2006년 7월: 부경대학교 환경해향대학 학장
- 2007년 1월 ~ 2009년 2월: 텔레메트릭스 기술연구조합 대표
- 2008년 8월: 해양산업발전협의회 공동이사장
- 2009년 1월 ~ 2011년 1월: 대한자원환경지질학회 회장
- 2008년 8월 ~ 2012년 8월: 부경대학교 제4대 총장
- 2010년 3월: 국제평화기념사업회 공동이사장
- 2011년 1월: 제2기 지방분권촉진위원회 위원
- 부경대학교 환경지질과학과 교수
- 부경대학교 지구환경과학과 교수